# دانا مجیتسکا
دانا مجیتسکا (چکی: Dana Medřická؛ ۱۱ ژوئیهٔ ۱۹۲۰ – ۲۱ ژانویهٔ ۱۹۸۳) بازیگر اهل چکسلواکی بود.
از فیلم‌ها یا مجموعه‌های تلویزیونی که وی در آن‌ها نقش داشته است، می‌توان به «نگهبان ۱۳» اشاره نمود.